# Sumner (Washington)
Sumner è una città di 9.451 abitanti (censimento 2010 degli Stati Uniti d'America)  nel nord della Contea di Pierce (Washington), Stati Uniti. Confina ad ovest con Puyallup, a nord con Auburn e ad est con Enumclaw.

## Storia
La città di Sumner è stata fondata nel 1883 da George H. Ryan e prende il suo nome dal Senatore statunitense del XIX secolo Charles Sumner.

## Altri progetti

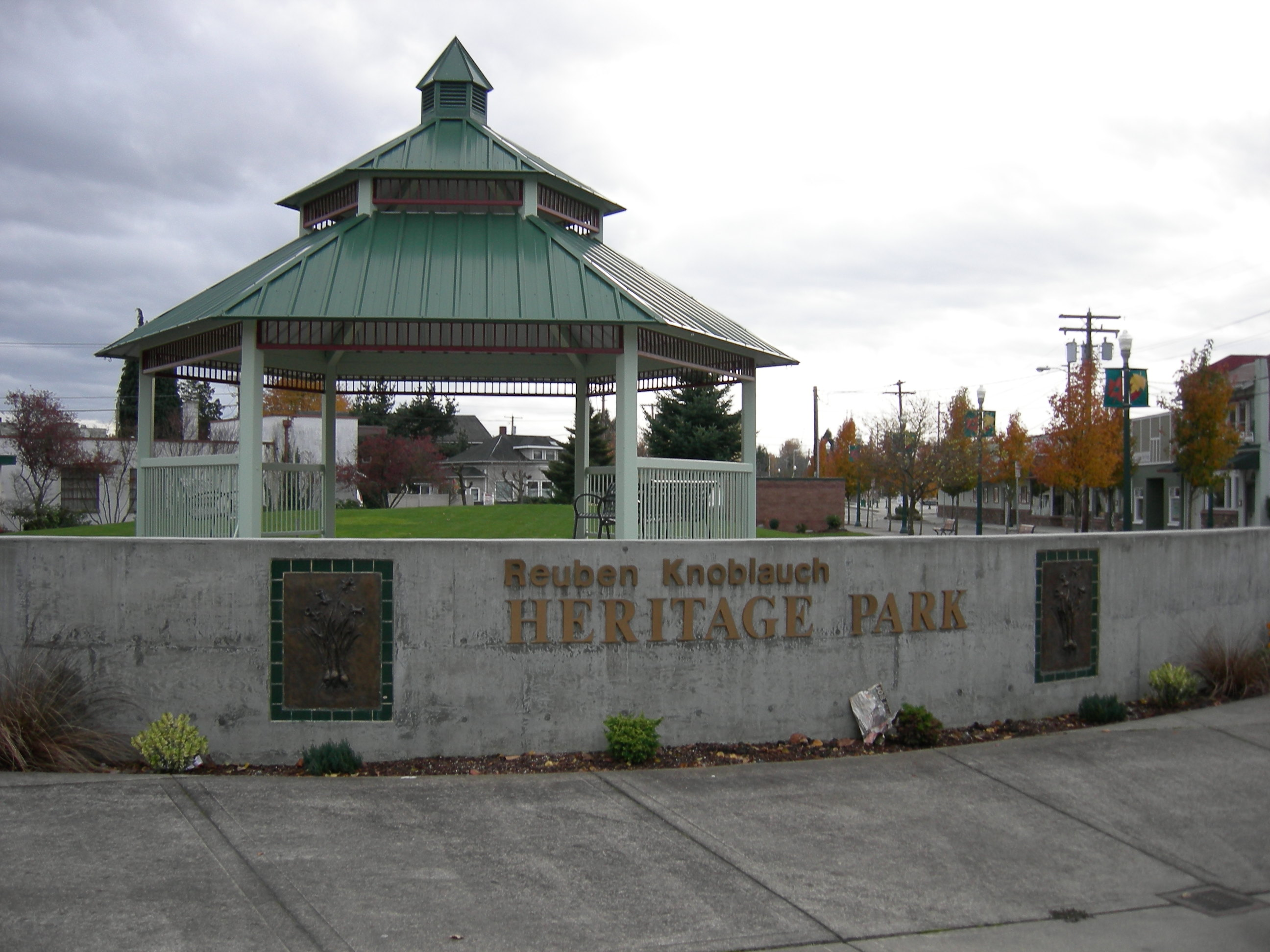
Il Reuben Knoblauch Heritage Park, posto vicino alla stazione ferroviaria Sounder, che collega Sumner a Seattle e Tacoma.